# Georges Bernanos
« Bernanos » redirige ici. Pour les autres significations, voir Bernanos (homonymie).
Georges Bernanos, né le 20 février 1888 dans le 9e arrondissement de Paris et mort le 5 juillet 1948 à Neuilly-sur-Seine, est un écrivain français.
Issu d'une famille d'origine lorraine et espagnole, Georges Bernanos passe sa jeunesse à Fressin, en Artois, région du Pas-de-Calais qui constitue le décor de la plupart de ses romans. Il suit des études de droit à l'Institut catholique de Paris. Il participe à la Première Guerre mondiale dans les tranchées (brigadier à la fin de la guerre) et y est plusieurs fois blessé. Il obtient le succès avec ses romans Sous le soleil de Satan, en 1926, et Journal d'un curé de campagne, en 1936. Membre de l'Action française lorsqu'il était jeune étudiant, Georges Bernanos va rapidement rompre avec les idées de ce type de partis politiques dont il ne manquera pas de dénoncer publiquement les travers.
Au cours de la guerre d'Espagne, il fut notamment témoin des exactions commises par les hommes de Franco avec le soutien du clergé local sur les populations civiles, un tout qu'il eut à cœur de dénoncer dans Les Grands Cimetières sous la lune (1938). Une blessure handicapant à vie l'une de ses jambes à la suite de la Première Guerre mondiale l'empêche de participer à la Seconde comme il l'aurait voulu. Il se retire donc au Brésil et y soutient activement de Gaulle contre Pétain. Ses deux fils (Yves et Michel) ainsi que son neveu (Guy Hattu) s'engagent dans la France libre dès 1940.
Dans ses œuvres, Georges Bernanos explore le combat spirituel du Bien et du Mal, en particulier à travers le personnage du prêtre catholique tendu vers le salut de l'âme de ses paroissiens perdus, ou encore par des personnages au destin tragique comme dans Nouvelle histoire de Mouchette.

## Biographie

### Enfance

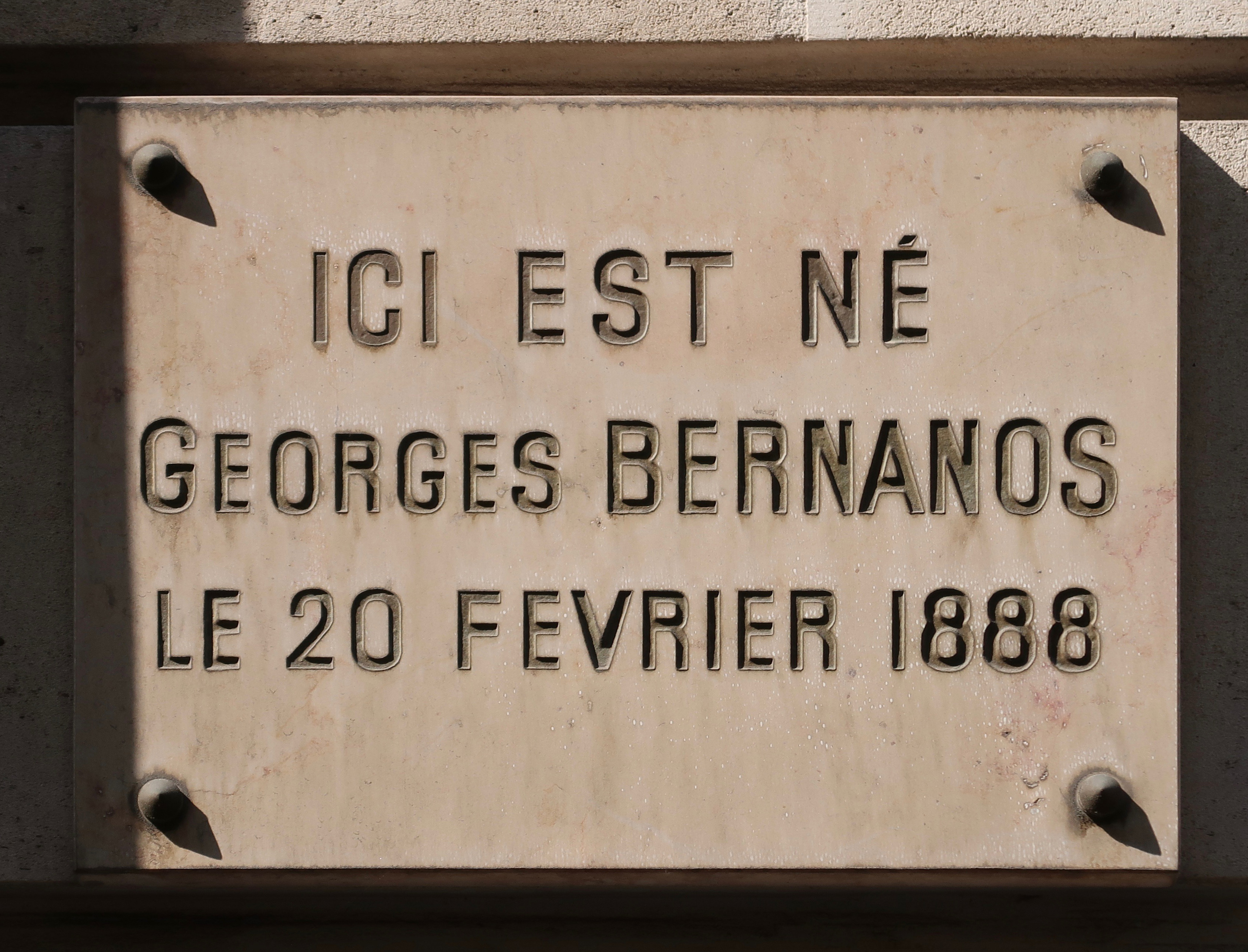
Plaque sur la maison natale à Paris, 28, rue Joubert.

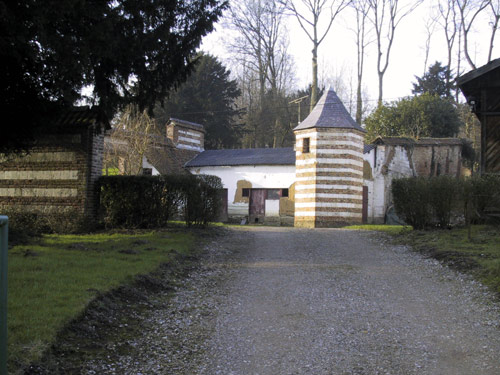
La maison des Bernanos à Fressin.

Bien qu'une plaque commémorative soit placée au no 28 de la rue Joubert, dans le 9e arrondissement de Paris, Georges Bernanos est né en réalité au 26. Son père, Émile Bernanos (à l'état civil Jean François Bernanos, 1854-1927), est un tapissier décorateur d'origine lorraine (Bouzonville ou Busendorf, proche de la frontière allemande) et espagnole. Sa mère, Hermance Moreau (à l'état civil Marie-Clémence, 1855-1930), est issue d'une famille de paysans berrichons originaire de Pellevoisin, dans l'Indre. Ses parents se rencontrent au château de Montbel, propriété des La Rochefoucauld-Montbel. Il garde de son éducation la foi catholique et les convictions monarchistes de ses parents. C'est en platt que sa grand-mère paternelle, née à Monneren, lui aurait appris ses prières. Il passe une grande partie de sa jeunesse à Fressin en Artois. Cette région du Nord marque profondément son enfance et son adolescence et constituera le décor de la plupart de ses romans.
À Paris, en 1897, il entre en sixième au collège des pères jésuites de la rue de Vaugirard. Il y reste trois ans et n'en garde pas un bon souvenir, se plaignant de la liberté de penser remplacée par « le dressage du cirque », pour lui, des « bons élèves, dociles, studieux, appliqués [sont instruits par] le plus singe des singes, le plus effronté des singes, le prêtre humaniste, ou plutôt l'humaniste prêtre, tout grouillant de vers latins comme un cadavre d'asticots ». Il fait sa communion solennelle en 1899. Il a 13 ans quand il lit Honoré de Balzac ; il déclare plus tard que cette lecture a été la découverte la plus marquante de son adolescence. En 1901, la loi sur les congrégations contraint les jésuites à fermer leur établissement. Georges Bernanos entre interne au petit séminaire de Notre-Dame-des-Champs, mais il ne s'y adapte pas et est orienté en 1903, pour son année de rhétorique, vers un autre établissement, le petit séminaire de Bourges, où il se sent enfin à son aise. Il échoue cependant en juin et en octobre à l'oral du baccalauréat. Sur la recommandation du curé de Fressin, il entre en 1904 au collège Sainte-Marie d'Aire-sur-la-Lys, en Artois. Il est enfin reçu au baccalauréat en 1906. De retour à Paris, il obtient sa licence de lettres et de droit à l'Institut catholique.
Entre 13 et 15 ans, il lit énormément, appréciant particulièrement Honoré de Balzac. Ses autres auteurs de prédilection sont Barbey d'Aurevilly, Hugo, Michelet, Pascal et Walter Scott. Son père, le matin, lit à haute voix le journal La Libre Parole, avec lequel il découvre Édouard Drumont, qui aura une influence sur ses premières pensées politiques, et dont il souhaitera rédiger une sorte de biographie (La Grande Peur des bien-pensants, sous-titrée Édouard Drumont, 1931).

### Premiers engagements et premières œuvres
Vers ses 17 ans, il correspond longuement avec l'abbé Lagrange. Il envisage un temps de devenir prêtre, mais abandonne par manque de vocation. Catholique fervent et, dans sa jeunesse, monarchiste passionné, il milite au départ dans les rangs de l'Action française en participant aux activités des Camelots du roi pendant ses études de lettres. Dans cette période étudiante il fréquente Charles Maurras, avec lequel il rompra après la Première Guerre mondiale.
Il prend ensuite la tête du journal L'Avant-garde de Normandie, jusqu'à la Grande Guerre. Réformé (Georges Bernanos avait été incorporé au 6e régiment de dragons à partir d'octobre 1910 pour effectuer son service militaire mais avait été réformé dès novembre de la même année), il décide tout de même de participer à la guerre en se portant volontaire, d'abord dans l'aviation, en particulier à Issy-les-Moulineaux et sur la future base aérienne 122 Chartres-Champhol, puis dans le 6e régiment de dragons. Il est plusieurs fois blessé. C'est après la guerre qu'il rompt définitivement avec l'Action française.
Ayant épousé en 1917 Jeanne Talbert d'Arc (1893-1960), descendante d'un frère de Jeanne d'Arc, il mène à l'époque une vie matérielle difficile et instable (il est employé par une compagnie d'assurances), dans laquelle il entraîne ses six enfants et son épouse à la santé fragile.
Par nécessité ou par goût, il est longtemps un adepte de la moto comme moyen de transport quotidien, et cette pratique se retrouve dans ses œuvres. Ainsi, dans Les Grands Cimetières sous la lune, il évoque ses chevauchées à travers l'île de Majorque pendant la guerre d'Espagne, afin de porter aide et assistance aux populations civiles : « Comme à l'avant-dernier chapitre du Journal d'un curé de campagne, la haute moto rouge, tout étincelante, ronflait sous moi comme un petit avion. »
Ce n'est qu'après le succès de Sous le soleil de Satan que Bernanos peut se consacrer entièrement à la littérature. En moins de vingt ans, il écrit l'essentiel d'une œuvre romanesque où s'expriment ses hantises : les péchés de l'humanité, la puissance du mal et le secours de la grâce.

### Sous le soleil de Satan

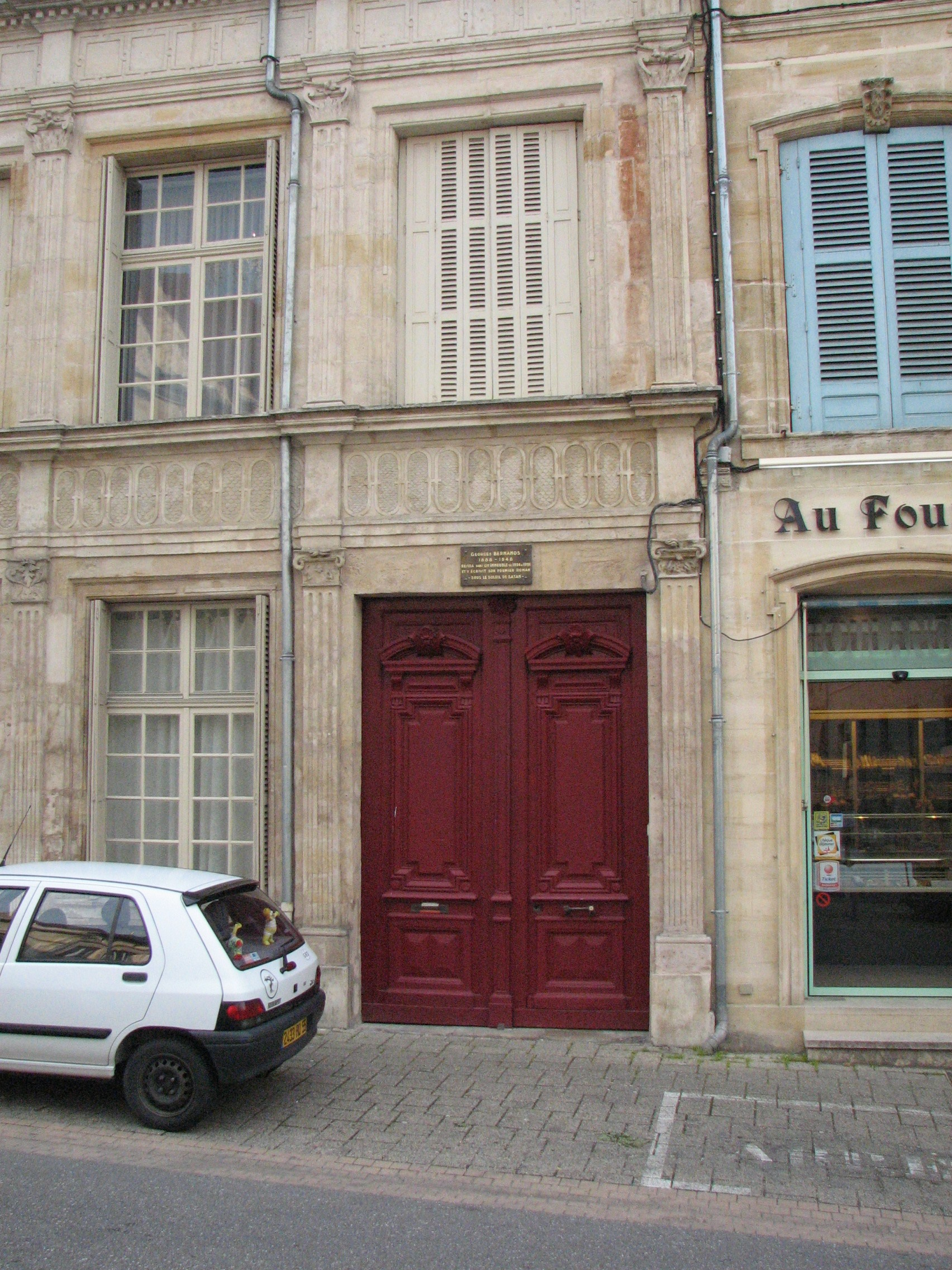
Immeuble de Bar-le-Duc (Meuse) où Bernanos écrivit son premier roman Sous le soleil de Satan.

Écrit à Bar-le-Duc, non loin des tranchées de Verdun et de Saint-Mihiel, et publié en 1926 chez Plon, sur la recommandation de l'écrivain Robert Vallery-Radot auquel il est dédié, ce premier roman est un succès aussi bien public que critique. André Gide place Bernanos dans la lignée de Barbey d'Aurevilly, mais « en diablement mieux ! », ajoutera Malraux.
Sous le soleil de Satan est, selon Bernanos, un « livre né de la guerre ». Il commence à l'écrire pendant un séjour à Bar-le-Duc, en 1920, époque où pour lui « le visage du monde devenait hideux ». Il confie « être malade » et « douter de vivre longtemps », mais ne pas vouloir « mourir sans témoigner ».
Inspiré du curé d'Ars, le personnage principal du livre, l'abbé Donissan, est un prêtre tourmenté qui doute de lui-même, jusqu'à se croire indigne d'exercer son ministère. Son supérieur et père spirituel, l'abbé Menou-Segrais, voit pourtant en lui un saint en devenir. Et en effet, cet « athlète de Dieu », tel que le définit Paul Claudel, possède la faculté de transmettre la grâce divine autour de lui. Plus tard, il recevra même le don de « lire dans les âmes », au cours d'une rencontre nocturne extraordinaire avec Satan lui-même, celui dont la haine s'est « réservé les saints ». Son destin surnaturel le confronte aussi à Mouchette, une jeune fille qu'il ne parviendra pas à sauver malgré un engagement total de lui-même.
L'adaptation cinématographique du roman vaudra à Maurice Pialat la Palme d'or au Festival de Cannes 1987.
Sous le soleil de Satan est suivi de L'Imposture en 1927 et de sa suite La Joie, qui reçoit le prix Fémina en 1929.

### La Grande Peur des bien-pensants
Publié en 1931, ce livre polémique, considéré comme le premier pamphlet de Georges Bernanos, avait au départ comme titre Démission de la France. Bernanos commence par une condamnation sévère de la répression de la Commune, pour poursuivre sur un violent réquisitoire contre son époque, la Troisième République et ses hommes politiques, la bourgeoisie bien-pensante et surtout les puissances d'argent. Bernanos, qui a fait la guerre de 1914-1918, fustige aussi l'humiliation de l'Allemagne défaite après le traité de Versailles, considérant cela comme un patriotisme perverti et dangereux, dans la mesure où il hypothèquerait l'avenir.
En 1932, sa collaboration au Figaro entraîne une violente polémique avec l'Action française et sa rupture publique définitive avec Maurras.
Le 31 juillet 1933, en se rendant en moto d'Avallon — où l'un de ses enfants est pensionnaire — à Montbéliard, il est renversé par la voiture d'un instituteur à la retraite qui lui barre le passage : le garde-boue de la voiture lui entre dans la jambe, celle-là même qui avait été blessée en 14-18.

### Journal d'un curé de campagne
En 1934, Bernanos s'installe aux Baléares, en partie pour des raisons financières, car la vie y est moins chère. Il y écrit Journal d'un curé de campagne. Publié en 1936, le roman est couronné par le Grand prix du roman de l'Académie française, puis sera adapté au cinéma sous le même titre par Robert Bresson en 1950.
Ce livre est l'expression d'une très profonde spiritualité. Le style en est limpide et épuré. La figure du curé d'Ambricourt rejoint celle de sainte Thérèse de l'Enfant Jésus, portée sur les autels par Pie XI en 1925. Il est possible qu'elle soit aussi inspirée par un jeune prêtre (l'abbé Camier), mort de tuberculose à 28 ans, que Bernanos a côtoyé dans son enfance. De Thérèse, son personnage suit la petite voie de l'enfance spirituelle. Le « Tout est grâce » final du roman n'est d'ailleurs pas de Bernanos mais de la jeune carmélite de Lisieux. Ce roman lumineux, baigné par « l'extraordinaire dans l'ordinaire », est l'un des plus célèbres de son auteur, probablement parce qu'il s'y révèle lui-même, de manière profonde et bouleversante, à travers la présence du curé d'Ambricourt. Il est vrai que Bernanos a la particularité d'être toujours très proche de ses personnages, tel un accompagnateur témoignant d'une présence extrêmement attentive et parfois fraternelle.

#### Extrait
Dans cet extrait du Journal d'un curé de campagne, un vieux curé s'adresse à un jeune confrère.
La mission n'est pas une douce rêverie

« Une paroisse, c'est sale, forcément. Une chrétienté, c'est encore plus sale. Attendez le grand jour du Jugement, vous verrez ce que les anges auront à retirer des plus saints monastères, par pelletées — quelle vidange ǃ Alors, mon petit, ça prouve que l'Église doit être une solide ménagère, solide et raisonnable. [...]

Au premier essai, sous prétexte que l'expérience du ministère dément leur petite jugeote, [les jeunes] lâchent tout. Ce sont des museaux à confitures. Pas plus qu'un homme, une chrétienté ne se nourrit de confitures. Le bon Dieu n'a pas écrit que nous étions le miel de la terre, mon garçon, mais le sel. Or, notre pauvre monde ressemble au vieux père Job sur son fumier, plein de plaies et d'ulcères. Du sel sur une peau à vif, ça brûle. Mais ça empêche aussi de pourrir. Avec l'idée d'exterminer le diable, votre autre marotte est d'être aimés, aimés pour vous-même, s'entend. »

— Georges Bernanos. Journal d'un curé de campagne, Paris, Plon, 1936, p. 12-14.

### Les Grands Cimetières sous la lune, violent pamphlet antifranquiste
C'est également lors de son exil que Bernanos rédige Les Grands Cimetières sous la lune. Ce livre de 305 pages est un violent pamphlet antifranquiste. Il a en France un grand retentissement lors de sa publication, en 1938. Il se met ainsi volontairement et consciemment à dos les mouvements d'extrême droite du champ politique.

Bernanos séjourne à Majorque lorsque la guerre civile éclate. D'abord favorable au camp nationaliste pendant les trois premiers mois qui suivent le soulèvement (son fils Yves s'est engagé dans la Phalange), l'écrivain est rapidement horrifié par la répression franquiste et désespéré par la complicité du clergé local. Rapidement, Georges Bernanos se place du côté des populations civiles. Mettant ainsi sa tête à prix par les hommes de Franco, il évita la mort de peu à deux reprises. En désertant la Phalange qu'il avait intégré quelques mois plus tôt et dont les agissements ne convenaient pas à ses convictions, son fils Yves évitait aussi de peu le peloton d'exécution. En janvier 1937, il évoque les arrestations commises par les franquistes : 

« pauvres types simplement suspects de peu d'enthousiasme pour le mouvement. […] Les autres camions amenaient le bétail. Les malheureux descendaient ayant à leur droite le mur expiatoire criblé de sang, et à leur gauche les cadavres flamboyants. L'ignoble évêque de Majorque laisse faire tout ça. »

Dans Les Grands Cimetières sous la lune, qui paraît après une série d'articles sur l'Espagne dans l'hebdomadaire Sept (entre mai 1936 et février 1937), il ironise sur le « cardinal Goma » (Isidro Gomá y Tomás, archevêque de Tolède, qui identifiait le combat des franquistes à une véritable croisade catholique, dans une « guerre d'amour ou de haine envers la religion »). Le prélat est dépeint prêt à bénir la légalité, pour peu qu'elle soit devenue militaire, ou vantant l'esprit dans lequel, à ses dires, les républicains envoyés au mur accueillent les secours du « saint ministère ».
Alors qu'il réside encore à Palma de Majorque, il apprend que sa tête aurait été mise à prix par Franco,. Son pamphlet offre « un témoignage de combat » qui prend rapidement une actualité extraordinaire pour se révéler une prophétie des grandes catastrophes du siècle. Ce livre qui, comme L'Espoir d'André Malraux, est un témoignage important sur la guerre d'Espagne, lui vaut l'hostilité d'une grande partie de la droite nationaliste, en particulier de l'Action française, avec laquelle il avait rompu définitivement en 1932.
Au cours de cette période, la gauche, les communistes parlent de ceux qui considèrent que « mieux vaut Hitler que le Front populaire ». Georges Bernanos, venu d’un autre bord politique, écrit : « Ils sentent le sol qui tremble et rassemblent leurs dernières forces pour protester contre la semaine de quarante heures, cause de tout le mal. » « Si M. Hitler et M. Mussolini ne sont pas bien-pensants comme nous, ne le dites pas ! Le Front populaire serait trop content. » Et, dit-il : « Il n’y aura plus vraiment en Europe qu’un seul peuple et un seul maître. »

### Exil au Brésil
Bernanos quitte l'Espagne en mars 1937 (se rendant notamment aux conseils de José Bergamin, un ami républicain espagnol, qui le convainc que cette guerre n'est pas sa guerre) et retourne en France. Le 20 juillet 1938, deux mois avant les accords de Munich, la honte que lui inspire la faiblesse des hommes politiques français face à l'Allemagne de Hitler et son handicap, l'empêchant de s'engager au front comme il l'aurait souhaité, le poussent à s'exiler en Amérique du Sud. Réalisant un rêve d'enfance, il envisage d'abord d'aller au Paraguay. Il fait escale à Rio de Janeiro, au Brésil, en août 1938. Enthousiasmé par le pays, il décide d'y demeurer et s'installe en août 1940 à Barbacena, dans une petite maison au flanc d'une colline dénommée « Cruz das almas », la « Croix-des-âmes ». Il y reçoit entre autres l'écrivain autrichien Stefan Zweig auquel il ne manquera pas d'apporter son soutien, cela peu de temps avant son suicide.
Entre 1939 et 1940, depuis son exil brésilien, il écrit Les Enfants humiliés, dans lequel il affirme son amour pour l'esprit d'enfance, synonyme de grâce et d’insoumission en se souvenant : « J’ai connu le temps où notre position n’était pas si différente de celle des anarchistes ».
Après la défaite de 1940, il se rallie à l'appel lancé le 18 juin 1940 depuis Londres par Charles de Gaulle et décide de soutenir la France libre dans de nombreux articles de presse où il emploie son talent de polémiste à l'encontre du régime de Vichy et au service de la Résistance. Il entretient alors une longue correspondance avec Albert Ledoux, le « représentant personnel » du général de Gaulle pour toute l'Amérique du Sud. Il qualifie Pétain de « vieux traître » et sa révolution nationale de « révolution des ratés ».
En 1941, son fils Yves rejoint les Forces françaises libres à Londres. Son autre fils, Michel, jugé au départ trop jeune par le Comité national français de Rio, partira l'année suivante à 19 ans. Il participa notamment au débarquement de Normandie et à la bataille navale de Normandie. Son neveu Guy Hattu, Second-Maître, débarqua sur les côtes Normandes au sein du commando Kieffer, qui prit part à la prise de l'île hollandaise de Walcheren à la Toussaint 1944.

Avant de rentrer en France en juin 1945, Bernanos déclare aux Brésiliens : 

« Le plus grand, le plus profond, le plus douloureux désir de mon cœur en ce qui me regarde c’est de vous revoir tous, de revoir votre pays, de reposer dans cette terre où j’ai tant souffert et tant espéré pour la France, d’y attendre la résurrection, comme j’y ai attendu la victoire. »

### La Libération
Lors de son retour en France, Georges Bernanos est, en fait, écœuré par l'épuration et l'opportunisme qui prévaut à ses yeux dans le pays. Reprenant la plume, il devient chroniqueur dans La Bataille et dans Combat. Il lance un avertissement solennel aux Français : avec l'avènement de l'ère atomique et la crise générale de la civilisation, la France semble avoir perdu sa place en même temps que son rôle vis-à-vis de l'humanisme chrétien. Il voyage en Europe pour y faire une série de conférences dans lesquelles il alerte ses auditeurs et ses lecteurs contre les dangers du monde de l'après-Yalta, l'inconséquence de l'homme face aux progrès techniques effrénés qu'il ne pourra maîtriser, et les perversions du capitalisme industriel (voir La Liberté pour quoi faire ? et La France contre les robots, 1947).
Le général de Gaulle, qui l'a invité à revenir en France (« Votre place est parmi nous », lui a-t-il fait savoir dans un câble daté du 16 février 1945), veut lui donner une place au gouvernement. En dépit d'une profonde admiration pour le dirigeant, le romancier décline l'offre.
Pour la troisième fois, on lui propose alors la Légion d'honneur, qu'il refuse à nouveau. Lorsque l'Académie française lui ouvre ses portes, il répond : « Quand je n'aurai plus qu'une paire de fesses pour penser, j'irai l'asseoir à l'Académie. »
En 1946 paraît La France contre les robots, aux éditions de la France libre, un essai dans lequel Bernanos dénonce la « civilisation des machines » et les nouvelles formes d'asservissement.

### Dialogues des carmélites (ou La tragique destinée des carmélites de Compiègne)
Bernanos part pour la Tunisie en 1947. Sur la suggestion du père Bruckberger, Il y rédige un scénario cinématographique adapté du récit La Dernière à l'échafaud, de Gertrud von Le Fort, lui-même inspiré de l'histoire véridique des carmélites de Compiègne guillotinées à Paris, sur la place du Trône, le 17 juillet 1794. Bernanos y traite de la grâce, de la peur et du martyre.
Bien plus qu'un scénario, Dialogues des carmélites est considéré comme le « testament spirituel de Bernanos ». Alors qu'il se sait malade et condamné à brève échéance, il n'hésite pas à faire dire à l'une de ses héroïnes : « Eh quoi ! À 59 ans, n'est-il pas grand temps de mourir ? » Publié de façon posthume en 1949, l'œuvre est d'abord adaptée au théâtre par Jacques Hébertot et créée le 23 mai 1952 au théâtre Hébertot, avant de devenir le livret de l'opéra homonyme du compositeur Francis Poulenc, représenté avec un grand succès en 1957 à la Scala de Milan.

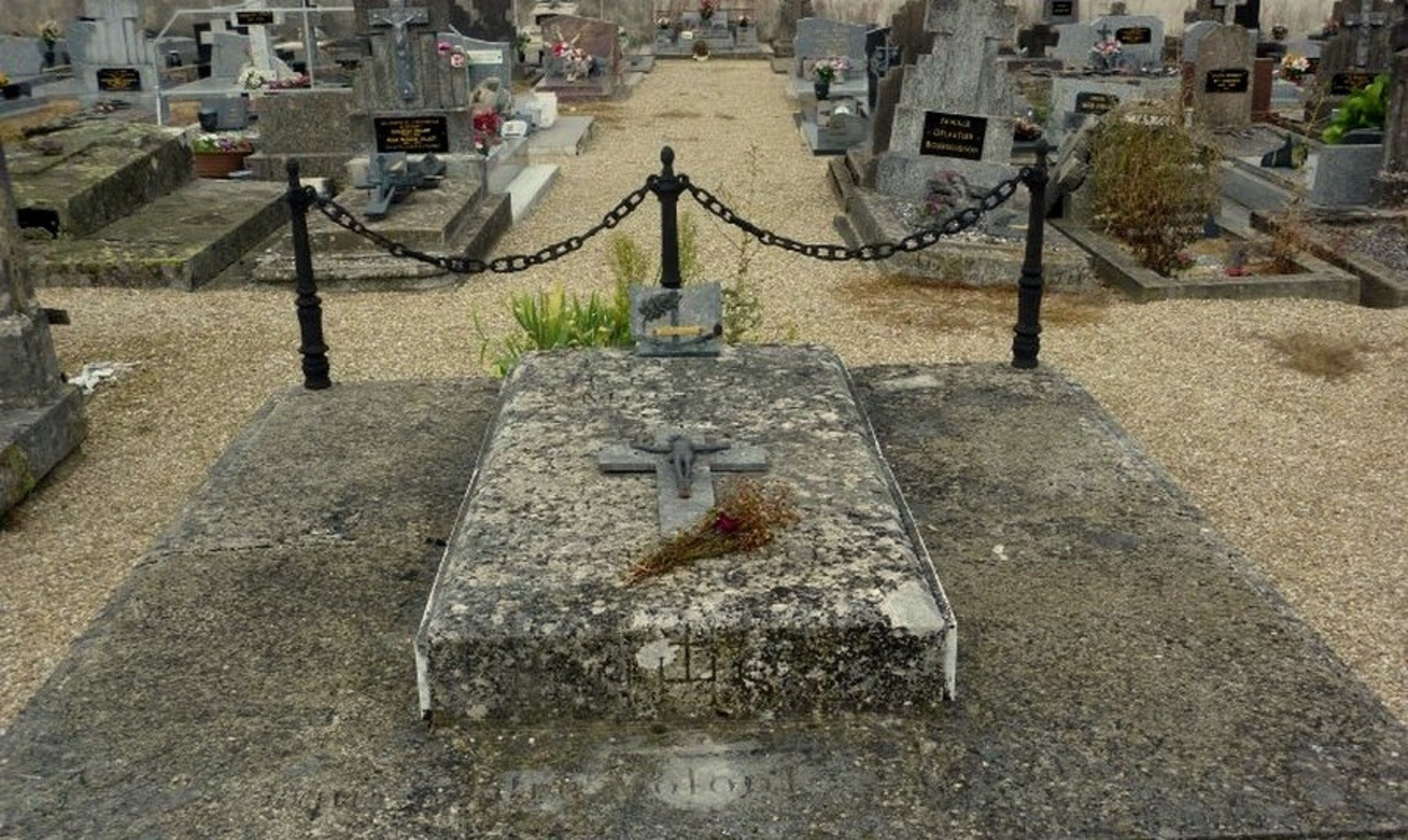
Sépulture de Georges Bernanos au cimetière de Pellevoisin (Indre).

Le scénario original a par la suite servi de base au film Le Dialogue des carmélites, réalisé en 1960 par Philippe Agostini et le père Bruckberger, puis en 1984 à un téléfilm de Pierre Cardinal qui fut notamment primé à la Cinémathèque française.
Georges Bernanos meurt d'un cancer du foie, en 1948, à l'hôpital américain de Neuilly.
Il est enterré au cimetière de Pellevoisin (Indre) pour raisons familiales et aussi de foi. Sa mère et Estelle Faguette, directement impliquée dans les apparitions mariales, se connaissaient bien comme toutes deux travaillaient pour les La Rochefoucauld-Montbel au château de Montbel.

## Famille et descendance
Issu d'une famille de Moselle-Est installé à Paris, Georges Bernanos épouse Jeanne Talbert d'Arc (1893-1960) à Vincennes le 11 mai 1917. Ils ont six enfants :
- Chantal Bernanos (1918-1980) ;
- Yves Bernanos (18 septembre 1919 - 10 novembre 1958) ; il s'engage en 1936 dans la Phalange espagnole avant de déserter quelques mois plus tard. Aux côtés de son père, il apporta ensuite assistance aux peuples opprimés notamment par ces mêmes nationalistes. Il rejoint Londres en 1941 et s'engage dans les Forces Navales Françaises Libres en tant que fusilier-marin[41] ;
- Claude Bernanos (31 août 1921 - 25 juin 2009) ;
- Michel Bernanos (20 janvier 1923 - 27 juillet 1964) ; s'engage dans les Forces Navales Françaises Libres en septembre 1942, participe au débarquement du 6 juin 44 ainsi qu'à la bataille navale de Normandie[42] ; poète et écrivain ;
- Dominique Bernanos (1er novembre 1928 - 10 juillet 2015) ;
- Jean-Loup Bernanos (30 septembre 1933 - 4 mai 2003), écrivain, a consacré sa vie à l'œuvre de son père ; il est l’auteur d'une biographie, Georges Bernanos, à la merci des passants (1986)[43]. Il a eu pour enfants :
  - Anne Caudry (1957-1991), pseudonyme d'Anne Bernanos, actrice.
  - Yves Bernanos (1963-), réalisateur de documentaires[44],[45], qui lui-même est le père de :
    - Antonin Bernanos (1994-), militant antifasciste[46],[47].

## Postérité
Dans l'immédiat après-guerre, Georges Bernanos est devenu une figure tutélaire pour une nouvelle génération d'écrivains. Ceux que Bernard Frank a baptisés les Hussards ont ainsi placé dans leur Panthéon, aux côtés de Stendhal, Joseph Conrad ou Marcel Aymé, celui à qui Roger Nimier dédia son livre Le Grand d'Espagne (La Table ronde, 1950), dont le titre est une allusion et un hommage à la position iconoclaste que Bernanos adopta face à la guerre d'Espagne, à rebours de celle de son ancienne famille intellectuelle et politique dont il ne fit finalement partie que peu de temps.

## Analyse de l'œuvre

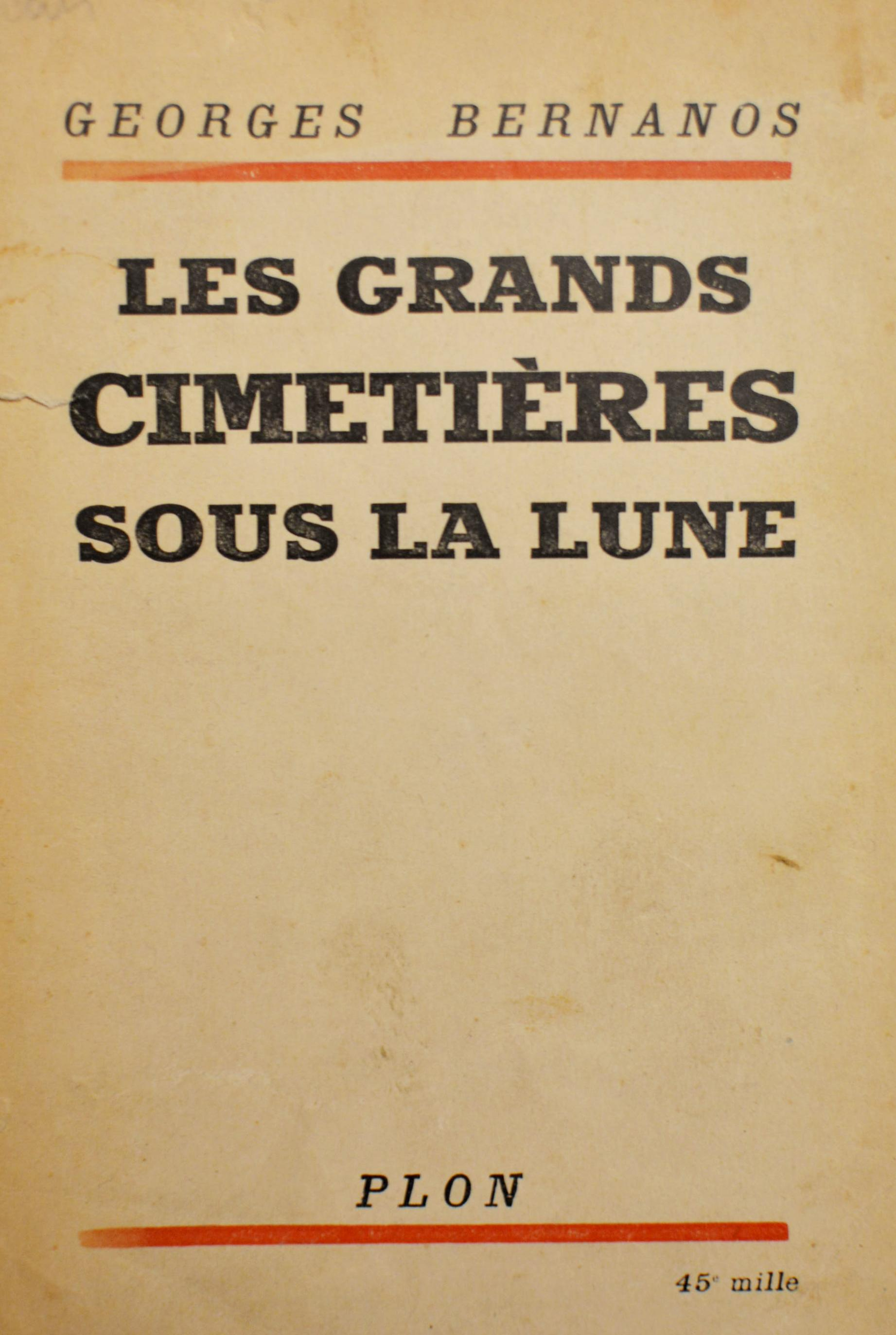
Couverture des Grands cimetières sous la lune.

### Mouchette
Bernanos a donné le nom de Mouchette à deux personnages de son œuvre romanesque. La première « Mouchette », qui figure dans Sous le soleil de Satan (1926), a pour nom Germaine Malhorty. C'est une adolescente de seize ans, vive et orgueilleuse, victime de l'égoïsme des hommes qui la désirent sans parvenir à l'aimer, ce qui attise son mépris d'elle-même et sa révolte envers l'ordre établi. La seconde « Mouchette » n'a pour appellation que ce surnom. Elle a treize ans et apparaît dans Nouvelle histoire de Mouchette (1937).
En ce personnage s'incarnent tous les misérables qui subissent l'acharnement du sort sans jamais parvenir à comprendre le malheur de leur condition. Mouchette n'existe ici que par sa seule et unique sensibilité, aussi aiguë que douloureuse pour elle-même. Le miracle, pour ainsi dire, de cette « Mouchette »-là, c'est la vérité qui en émane. Une vérité d'autant plus étonnante qu'elle est l'œuvre d'un homme qui avait cinquante ans lorsqu'il conçut ce personnage, découvrant les mouvements les plus profonds et les plus inexprimables d'une féminité qui s'éveille et s'affirme.
Bernanos signe ici un portrait intemporel et poétique de gamine « désespérée ». Seul le regard de l'écrivain, dans sa justesse et son humanité, semble laisser entrouvrir une perspective de salut possible pour la jeune fille. En réalité, « Mouchette » (malgré l'absence de toute référence religieuse directe) rejoint la figure des martyrs de Bernanos, ceux qui, écrira-t-il plus tard dans Dialogues des carmélites, ne peuvent « tomber qu'en Dieu ». En dépit des apparences (celles du réel), on peut considérer que Mouchette suit le même parcours.
Nouvelle histoire de Mouchette a été adaptée au cinéma par Robert Bresson en 1967, sous le titre Mouchette.

### Monde romanesque
Bernanos situe souvent l'action de ses romans dans les villages de l'Artois de son enfance, en faisant ressortir leurs traits sombres. La figure du prêtre catholique s'avère très présente dans son œuvre. Elle en est parfois le personnage central, comme dans Journal d'un curé de campagne. Autour de lui, gravitent les notables locaux (châtelains nobles ou bourgeois), les petits commerçants et les paysans. Bernanos fouille la psychologie de ses personnages et fait ressortir leur âme en tant que siège du combat entre le Bien et le Mal. Il n'hésite pas à faire parfois appel au divin et au surnaturel. Jamais de réelle diabolisation chez lui, mais au contraire, comme chez Mauriac, un souci de comprendre ce qui se passe dans l'âme humaine derrière les apparences.

### Combat des idées
Georges Bernanos est un auteur paradoxal et anti-conformiste. Pour lui, la France est fondamentalement dépositaire des valeurs humanistes issues du christianisme, dont elle est responsable à la face du monde. Royaliste, il applaudit pourtant « l'esprit de révolte » de 1789 : un « grand élan [...] inspiré par une foi religieuse dans l'homme » et développe une pensée qui constitue, selon les mots de Jacques Julliard, « un rempart de la démocratie, même à son corps défendant ». Un moment proche de Maurras, il déclare ne s'être « jamais senti pour autant maurrassien », et dit du nationalisme qu'il « déshonore l'idée de patrie » [réf. nécessaire]. Catholique, Bernanos attaque violemment Franco et l'attitude conciliante de l’Église d'Espagne à son égard dans Les Grands Cimetières sous la lune.
Il ne manquera pas de sujets durant les dix dernières années de sa vie et avouera lui-même que « les livres […] peuvent se faire tuer à la guerre » car il lui faut témoigner coûte que coûte. Considérant la France déshonorée par sa signature des accords de Munich, il fustige ensuite le gouvernement de Vichy qu'il définit comme le promoteur de « la France potagère ». Dans La France contre les robots, il alerte sa patrie, et le monde à travers elle, sur les dangers de l'aliénation par la technique et l'argent : convaincu que le monde moderne est une « conspiration contre toute espèce de vie intérieure », il y dénonce « la dépossession progressive des États au profit des forces anonymes de l’Industrie et de la Banque, cet avènement triomphal de l’argent, qui renverse l’ordre des valeurs humaines et met en péril tout l’essentiel de notre civilisation ».
Celui dont Antonin Artaud disait qu'il était son « frère en désolation » et qui fut taxé parfois de pessimisme dans l'après-guerre, notamment par Raymond Aron dans ses 18 leçons sur la société industrielle, a été considéré plus récemment et par d'autres comme un visionnaire, associé sur ce plan à l'écrivain George Orwell. Jacques Julliard écrit ainsi, en 2008 : « Lorsque Bernanos prédit que la multiplication des machines développera de manière inimaginable l'esprit de cupidité, il tape dans le mille. » La dénonciation, dans La France contre les robots, de la « Civilisation des Machines » et de sa « tyrannie abjecte du Nombre » vaut aussi à l'écrivain d'être cité parmi les inspirateurs de la décroissance.

### Style pamphlétaire
Georges Bernanos s'adresse souvent directement, dans une écriture nerveuse, parfois véhémente, à des lecteurs futurs (les fameux « imbéciles » qu'il cherche à sortir de leur léthargie par cette « injure fraternelle »), interpellés parfois comme des contradicteurs, tel le clergé complice de Franco dans Les Grands Cimetières sous la lune. Passionné souvent, excessif voire injuste à ses heures, son style est engagé, incisif et percutant, souvent dicté par la révolte et l'indignation.
Se détachant progressivement des clivages hérités pour affirmer sa liberté de conscience, Bernanos affirme ne pas se reconnaître dans les notions de « droite » et de « gauche » et déclare : « Ni démocrate ni républicain, homme de gauche non plus qu’homme de droite, que voulez-vous que je sois ? Je suis chrétien ». Il revendique la Commune et vitupère la bourgeoisie, mais dénonce le communisme comme un totalitarisme. Il se dit monarchiste, mais tournera le dos à la droite en se plaçant du côté du peuple républicain lors de la guerre d'Espagne, notamment en rédigeant Les Grands Cimetières sous la lune, et à l'Action française après sa rupture avec Maurras. Il règle ses comptes avec certains mots en vogue chez les politiques, comme « conservatisme » (« Qui dit conservateur dit surtout conservateur de soi-même ») ou « réalisme » (« Le Réalisme est précisément le bon sens des salauds »).

### La question de l'antisémitisme
L'antisémitisme ne constitue pas un thème directeur de la pensée et de l'œuvre de Georges Bernanos (aucun de ses romans n'y fait référence). Cependant, on relève chez lui quelques propos dans les années 1930 lors de ces premières et brèves fréquentations avec les mouvements de l'Action française alors qu'il était encore jeune étudiant. Après avoir vécu les premières années de la guerre d'Espagne, ses écrits contre l'antisémitisme, entre 1938 et 1946 notamment, révèleront une véritable évolution.
Selon l'historien Michel Winock, les premiers propos de Bernanos s'analysent comme « la combinaison de l'antijudaïsme chrétien et du social-antisémitisme » qui associe les juifs à la finance, aux banques et au pouvoir de l’argent. Présent déjà dans certains articles de l'Avant-garde de Normandie, c'est dans La Grande Peur des bien-pensants, publié en 1931 dans une France déchirée à ce sujet, qu'il trouve véritablement son expression. Dans cet ouvrage, Bernanos, alors influencé par les lectures de son père lorsqu'il était encore adolescent, affiche son admiration pour Édouard Drumont : « Le vieil écrivain de La France juive fut moins obsédé par les juifs que par la puissance de l'Argent, dont le juif était à ses yeux le symbole ou pour ainsi dire l'incarnation ».
Ses pensées politiques évolueront dans un tout autre sens par la suite.
À partir de 1938, Georges Bernanos, alors en Espagne, apporte son aide aux républicains contre Francisco Franco avant d'avoir rompu tout lien avec Maurras et les membres de l'Action Française par sa précédente collaboration volontairement assumée, avec le Figaro. C'est ainsi qu'on pourra lire chez Bernanos les prémices d'une profonde évolution quant à ses précédents propos : « Aucun de ceux qui m’ont fait l’honneur de me lire ne peut me croire associé à la hideuse propagande antisémite qui se déchaîne aujourd’hui dans la presse dite nationale, sur l’ordre de l’étranger. »
En 1939, il écrit dans Nous autres Français : « J’aimerais mieux être fouetté par le rabbin d’Alger que faire souffrir une femme ou un enfant juif ».
Qu'il s'agisse de son engagement en février 1943 en faveur de Georges Mandel ou de sa rencontre au Brésil avec Stefan Zweig, les actions de l'écrivain témoignent de son changement d'attitude. Mais plus significative encore, peut-être, est la netteté avec laquelle il mesure lui-même le chemin parcouru en reconnaissant que la chrétienté médiévale n'a pas compris l'honneur juif : « Elle fermait obstinément les yeux sur les causes réelles de la survivance du peuple juif à travers l'Histoire, sur la fidélité à lui-même, à sa loi, à ses ancêtres, fidélité qui avait pourtant de quoi émouvoir son âme. » Pourtant, lorsque Bernanos affirme en 1944 « Antisémite : ce mot me fait de plus en plus horreur. Hitler l'a déshonoré à jamais. Tous les mots, d'ailleurs, qui commencent par “anti” sont malfaisants et stupides », on s'interroge sur le sens de la formule, demeurée célèbre.
Alors que Jacques Julliard ironise en se demandant s'il y a jamais eu « un antisémitisme honorable », Adrien Barrot, reprenant une réflexion d'Alain Finkielkraut, répond : « C’est vraiment comprendre la formule de Bernanos à l’envers. Celle-ci marque indubitablement une véritable crise et une véritable prise de conscience chez Bernanos et ne mérite pas un tel procès d’intention. » Elie Wiesel, dans un livre d’entretiens avec Michaël de Saint-Chéron, salue en Bernanos un écrivain « qui eut le courage de s'opposer au fascisme, de dénoncer l'antisémitisme et de dire justement ce qu'il a dit et écrit de la beauté d'être juif, de l'honneur d'être juif, et du devoir de rester juif ». Il explique : « J'admire beaucoup Bernanos, l'écrivain. […] Un écrivain de « droite » qui a le courage de prendre les positions qu'il a prises pendant la guerre d'Espagne fait preuve d'une attitude prémonitoire. Il était clair que Bernanos allait venir vers nous. Sa découverte de ce que représentent les Juifs témoigne de son ouverture, de sa générosité. » Malgré tout, le débat demeure entre des historiens comme Alexandre Adler ou des essayistes comme Jean-Paul Enthoven d'une part, qui accordent une attention unique sur les opinions de Georges Bernanos antérieures à 1930, et ceux qui insistent au contraire sur l'évolution de sa pensée, comme Elie Wiesel, l'académicien Alain Finkielkraut, le journaliste Philippe Lançon ou l'historien Simon Epstein d'autre part.
Bernard-Henri Lévy, notamment, reviendra sur ses propos tenus au sujet de Georges Bernanos dans son réquisitoire intitulé L'idéologie Française, par un article du 12 avril 2021 :

« Si j’avais un regret, un seul, ce serait d’avoir, dans ce livre de colère et de vérité, été peut-être vite en besogne dans mon jugement sur Bernanos. Je lis, aujourd’hui, le vibrant Où allons-nous ? publié, en septembre 1943, à Lyon, dans les Cahiers du Témoignage chrétien clandestins et que reproduisent les éditions du Seuil. Je dévore ce court texte, ce tract, lancé, depuis la ferme de la Croix-des-Âmes, au Brésil, […] d’où il pilonne de ses mots de feu, jour après jour, depuis cinq ans, l’obsession de la paix à tout prix, le renoncement à la liberté et la « moisissure vichyste ». Et j’y découvre un appel magnifique, contre les totalitarismes du jour et de demain, à l’insurrection des « hommes d’Europe », à la résurrection de l’« esprit d’héroïsme » qui sommeille en chacun et à la consolidation du seul front qui vaille et qui est celui des « âmes ». […] Le vieux lion, devenu un catholique errant et conscient de son vrai lignage, pense que chaque goutte de sang juif versé par la canaille nazie vaut plus que toute la pourpre du manteau d’un cardinal fasciste »

— Bernard-Henri Lévy.

## Hommages et décoration
- Croix de guerre 1914-1918 avec citation à l'ordre du 6e Dragons, no 286 du 15 juin 1918 : « Brigadier très brave. Les 29 et 30 mai a parfaitement assuré la liaison entre la compagnie et sa section, sous des feux violents de mitrailleuses »
- Médaille de la Résistance française avec rosette

Plusieurs lieux publics portent aujourd'hui son nom :
- une avenue dans le 5e arrondissement de Paris ;
- une rue à Angers, Balma, Bourges, Bouzonville, Compiègne, Comines, Crozon, Dijon, Fressin, La Roche-sur-Yon, Le Havre, Lens, Meaux, Melun, Metz, Mont-de-Marsan, Nantes, Nogent-sur-Oise, Orléans, Pellevoisin, Quimper, Reims, Saint-Cyprien, Sartrouville, Strasbourg, Toulouse et Vaudreching ;
- une allée à Arcachon, Carrières-sur-Seine, Limoges, Montluçon, Pierrelatte et Sarcelles ;
- une impasse à Blagnac et Niort ;
- une place à Rennes ;
- une école primaire à Bois-Guillaume[72] ;
- un collège public à Montigny-lès-Metz.
- une résidence universitaire de l'université d'Artois (Arras)

Un timbre-poste a été émis à son effigie en 1978 par l'administration postale française.

## Œuvres

### Romans
- Sous le soleil de Satan, Paris, Plon, 1926[74].
- Les Ténèbres (diptyque)
  - L'Imposture, Paris, Plon, 1927 (BNF 35900868)
  - La Joie, Paris, Plon, 1929 (d'abord paru dans La Revue universelle en 1928).
- Un crime, Paris, Plon, 1935.
- Journal d'un curé de campagne, La Revue hebdomadaire, 1935-1936 ; Paris, Plon, 1936[74].
- Nouvelle histoire de Mouchette, Paris, Plon, 1937 (rééd. Le Castor Astral, 2010).
- Monsieur Ouine, Rio de Janeiro, 1943 ; Paris, Plon, 1946 (rééd. Le Castor Astral, 2008)[74].
- Un mauvais rêve, édition posthume, Paris, Plon, 1950.

### Nouvelles et premiers écrits
- Dialogue d'ombres, Paris, Plon, 1955, complété en 1991.
  - Madame Dargent, Paris, La Revue hebdomadaire, janvier 1922
  - Une nuit, Paris, La Revue hebdomadaire, mai 1928
  - Dialogue d'ombres, Paris, La Nouvelle Revue française, juillet 1928

### Théâtre
- Dialogues des carmélites, Paris, Seuil, 1949.

### Essais et «écrits de combat»
- La Grande Peur des bien-pensants, Paris, Grasset, 1931.
- Les Grands Cimetières sous la lune, Paris, Plon, 1938 ; rééd. Le Castor Astral, 2008 ; rééd. coll. « Points », 2014; rééd. Paris, Payot, 2023  (ISBN 978-2-228-93392-6).
- Scandale de la vérité, Paris, Gallimard, 1939.
- Nous autres Français, Paris, Gallimard, 1939.
- Lettre aux Anglais, Rio de Janeiro, Atlântica editora, 1942.
- La France contre les robots, Rio de Janeiro, 1946, puis Paris, Robert Laffont, 1947 ; rééd. Paris, Le Castor Astral, 2009 ; rééd. Paris, Payot, 2023  (ISBN 978-2-228-93298-1).
- L'Esprit européen [contre le nouveau monde totalitaire], avant-propos de Fr. Bernanos, préface de B. Castillon du Perron, ARCADES AMBO, Nice, 2022.
- Le Chemin de la Croix-des-âmes, Rio de Janeiro de 1943 à 1945, 4 volumes, puis Paris, Gallimard, 1948 ; rééd. augmentée Paris, Le Rocher, 1987.
- Les Enfants humiliés, Paris, Gallimard, 1949.
- La Liberté, pour quoi faire ? (cinq conférences prononcées en 1946 et 1947[75]), Paris, Gallimard, 1953.
- Le Crépuscule des vieux, Paris, Gallimard, NRF, 1956 (recueil de textes qui s'échelonnent de 1909 à 1939 : explication de son œuvre de romancier, commentaires de lecture, notes sur la poésie, sur l'histoire contemporaine...)
- Français, si vous saviez... (Recueil d'articles écrits entre 1945 et 1948), Paris, Gallimard, 1961 ; rééd. coll. « Idées nrf », 1969.
- Le lendemain, c'est vous !, Paris, Plon, 1969 (recueil d'articles et de textes extraits de divers journaux et publications, 1940-1947)
- Brésil, terre d'amitié, choix de lettres et de textes consacrés au Brésil présentés par Sébastien Lapaque, Paris, La Table Ronde, coll. « La petite vermillon », 2009.
- La révolte de l'esprit, Paris, Les Belles Lettres, 2017, 426 p. Livre rassemblant des articles de presse et radiodiffusés de Georges Bernanos.
- Bernanos. Scandale de la vérité, recueil d'essais, de pamphlets, d'articles et de témoignages, préface de Romain Debluë, Paris, Robert Laffont, coll. « Bouquins », 2019, 1376 p.

### Intégrales publiées
- Romans suivis de Dialogues des carmélites, Paris, Gallimard, coll. « Bibliothèque de la Pléiade », 1961 ; nouv. éd. : Œuvres romanesques complètes, chronologie par Gilles Bernanos, préface par Gilles Philippe, 2 t., 2015.
- Essais et écrits de combat, tome 1, Paris, Gallimard, coll. « Bibliothèque de la Pléiade », 1971.
- Essais et écrits de combat, tome 2, Paris, Gallimard, coll. « Bibliothèque de la Pléiade », 1995.

### Correspondance
- Combat pour la vérité, Correspondance inédite, tome 1 (1904-1934), Paris, Plon, 1971.
- Combat pour la liberté, Correspondance inédite, tome 2 (1934-1948), Paris, Plon, 1971.
- Lettres retrouvées, Correspondance inédite, tome 3 (1904-1948), Paris, Plon, 1983.

### Anthologies
- Ainsi parlait Georges Bernanos, dits et maximes de vie choisis et présentés par Gérard Bocholier, éditions Arfuyen, 2019  (ISBN 978-2-845-90289-3).

#### Monographies
- Sébastien Lapaque, Vivre et mourir avec Georges Bernanos, Paris, L'Escargot, 2022, 190 p. (ISBN 978-2-380740-14-1).
- François Angelier, Georges Bernanos : La colère et la grâce, Paris, Seuil, 2021, 576 p. (ISBN 978-2-021370-27-0).
- Hans Urs von Balthasar. Le Chrétien Bernanos, traduit de l’allemand par Maurice de Gandillac, Paris, Seuil, 1956.
- Albert Béguin, Bernanos par lui-même, Paris, Seuil, 1958.
- Jean-Loup Bernanos, Georges Bernanos, à la merci des passants, Paris, Plon, 1986 (réimpr. 2015), 505 p. (lire en ligne).
- Jean-Loup Bernanos, Georges Bernanos, Paris, Plon, 1988. Iconographie.
- Jean Bothorel, Bernanos : Le Mal-pensant, Paris, Grasset, 1998, 400 p. (lire en ligne).
- Louis Chaigne, Bernanos, Paris, éd. universitaires, 1954 ; rééd. 1970.
- Philippe Dufay, Bernanos, Paris, Perrin, 2013.
- Luc Estang, Présence de Bernanos, Plon, 1947.
- Michel Esteve, Georges Bernanos : un triple itineraire, Paris, Hachette, 1981.
- Jean de Fabrègues, Bernanos tel qu'il était, Mame, 1965.
- Guy Gaucher, Georges Bernanos ou l'invincible espérance, Éditions du Cerf, 1994, 190 p.
- Monique Gosselin-Noat, Max Milner, Bernanos et le Monde moderne, Lille, Presses universitaires de Lille, 1989 (actes du colloque organisé pour le centenaire de la naissance de Bernanos)
- Monique Gosselin-Noat, Bernanos : militant de l'éternel, Paris, Michalon, 2007, 123 p. (ISBN 978-2-84186-358-7 et 2-84186-358-1, OCLC 470520624, lire en ligne).
- Monique Gosselin-Noat, Bernanos, romancier du surnaturel : essai, Paris, Pierre-Guillaume de Roux, 2015, 260 p. (ISBN 978-2-36371-121-2).
- Joseph Jurt, Les Attitudes politiques de Georges Bernanos jusqu'en 1931, Fribourg, éditions Universitaires, 1968, 359 p.
- Joseph Jurt, La réception de la littérature par la critique journalistique. Lectures de Bernanos 1926-1936, Paris, Jean Michel Place, 1980, 440 p-039-2
- Sébastien Lapaque, Georges Bernanos encore une fois, Lausanne, L'Âge d'homme, Les Provinciales, coll. « Essais », 1998 (réimpr. 2002), 126 p. (ISBN 978-2-912833-01-3, OCLC 38986997)
- Sébastien Lapaque, Sous le soleil de l'exil : Georges Bernanos au Brésil, 1938-1945, Paris, Grasset, 2003, 300 p. (ISBN 978-2-246-63821-6, OCLC 401792540)
- Frédéric Lefèvre, Georges Bernanos, La Tour d'Ivoire, 1926.
- Dominique Millet-Gérard, Bernanos : un sacerdoce de l'écriture, Versailles, Via Romana, 2009, 133 p. (ISBN 978-2-916727-47-9, OCLC 730309188).
- Max Milner, Georges Bernanos, Paris, Librairie Séguier, 1989 (1re éd. 1967), 389 p. (ISBN 978-2-87736-013-5, OCLC 287736013X).
- Timour Muhidine (photogr. Philippe Dupuich), Sous le soleil de Bernanos : itinéraire en Artois avec Tahsin Yücel, Paris, Empreinte temps présent, 2010, 135 p. (ISBN 978-2-35614-030-2, OCLC 683412125).
- Louis Muron, Bernanos, Flammarion, 1998, 316 p.
- Thomas Renaud, Georges Bernanos, éditions Pardès, 2018, 128 p.
- Tahsin Yücel, Bernanos et Balzac, Paris, éditions Lettres modernes, Minard, 1974.
- Thierry Siffre-Alès, Bernanos un itinéraire dans le Midi, les presses du Midi, 2021 https://lespressesdumidi.com/biographie/819-bernanos-un-itineraire-dans-le-midi-de-thierry-siffre-ales-9782812712531.html

#### Études
- Serge Albouy, « Bernanos devant la condamnation de l'Action française », Études maurrassiennes, Aix-en-Provence, vol. 5, no 1,‎ 1986, p. 101-120
- Jacques Vier, « Maurras et Bernanos », Études maurrassiennes, Aix-en-Provence, vol. 2,‎ 1973, p. 183-194
- Juan Asensio, La Littérature à contre-nuit, Paris, Sulliver, 2007 (contient Monsieur Ouine de Georges Bernanos et Les Ténèbres de Dieu.)
- Éric Benoit, Bernanos. Littérature et théologie, Éditions du Cerf, 2013, 257 p.
- Henri Debluë, Les Romans de Georges Bernanos ou Le défi du rêve, La Baconnière, 1965, 294 p ; rééd. 2013.
- Michel Estève, « Le Christ, les symboles christiques et l'incarnation dans l'œuvre de Bernanos », Dissertation Abstracts International. C. European Abstracts, Vol. 48, no 1, printemps 1987.
- Odile Felgine (sous la dir. de), L'Écriture en exil, préface de Joëlle Gardes, Paris, Dianoïa, coll. « Litteraria », 2014.
- Marie Gil, Les Deux Écritures. Étude sur Bernanos, Paris, éditions du Cerf, 2008.
- Paul Grégor, La Conscience du temps chez Georges Bernanos, Zürich, Juris Druck + Verlag, 1966.
- Henri Guillemin, Regards sur Bernanos, Paris, Gallimard, 1976.
- Sarah Lacoste, Ce que la littérature doit au mal. Une étude stylistique du mal chez Bataille et Bernanos, Paris, Éditions Kimé, coll. « Détours littéraires », 2014.
- Elisabeth Lagadec-Sadoulet, Temps et récit dans l'œuvre romanesque de Georges Bernanos, Klincksieck, coll. « Bibliothèque du XXe siècle », Paris, 2000.
- Philippe Le Touzé, Le Mystère du réel dans les romans de Georges Bernanos, Paris, Nizet, 1979.
- Jean-Louis Loubet del Bayle, L'Illusion politique au XXe siècle. Des écrivains témoins au XXe siècle, Paris, Économica, 1999.
- Léa Moch, La Sainteté dans les romans de Georges Bernanos, Paris, Les Belles Lettres, 1962.
- (en) Thomas Molnar, Bernanos: his political thought and prophecy, 1960, 241 p.
- Leopold Peeters, Une prose du monde : essai sur le langage de l'adhésion dans l'œuvre de Bernanos, Paris, Minard, coll. « Lettres modernes », 1984.
- Philippe Richard, L'écriture de l'abandon : esthétique carmélitaine de l'œuvre romanesque de Georges Bernanos, Paris, Honoré Champion éditeur, coll. « Poétiques et esthétiques XXe – XXIe siècle » (no 23), 2015, 631 p. (ISBN 978-2-7453-2893-9, OCLC 921125383).
- Yvon Rivard, L'Imaginaire et le quotidien : essai sur les romans de Georges Bernanos, Paris, Minard, coll. « Bibliothèque Bernanos », 1978.

#### Œuvres collectives
- Cahier Bernanos, dirigé par Dominique de Roux, Paris, L'Herne, 1963.
- Cahiers de l'Herne : Bernanos, dirigé par Dominique de Roux, avec des textes de Thomas Molnar, Michel Estève et al., Paris, Pierre Belfond, 1967.
- Études bernanosiennes, revue éditée par Minard.
- « Une parole prophétique dans le champ littéraire », dans Europe, no 789-790, janvier–février 1995, p. 75-88.
- Georges Bernanos témoin, recueil publié sous la dir. de Dominique Millet-Gérard, Via Romana, 2009.

#### Articles de journaux et de revues
- Jacques Julliard, « Bernanos est actuel parce qu'il est antimoderne », Le Figaro, 3 mars 2019.
- Sébastien Lapaque, « Georges Bernanos, le romancier des âmes libres », Le Figaro, 27 octobre 2015.
- Sébastien Lapaque, « Georges Bernanos lanceur d'alertes », Le Figaro, 4 juillet 2018.
- Gilles Sicart, « Bernanos l'antimoderne », sur revuemission.fr, 1er janvier 2022.

#### Romans
- Lydie Salvayre, Pas pleurer, éditions du Seuil, 2014 (ISBN 978-2021116199)Prix Goncourt 2014.
- Christophe Gaillard, Rencontre à la Boisserie, Aire, 2023 (ISBN 9782889562947)
- Sébastien Lapaque, Échec et mat au paradis, Actes Sud, 2024 (ISBN 978-2-330-19590-8)

#### Musique
- La chanteuse de jazz Mélanie Dahan dit un extrait des Grands cimetières sous la lune dans son album Le Chant des possibles, sorti en janvier 2020. Il s'agit de la phrase célèbre : « C'est la fièvre de la jeunesse qui maintient le reste du monde à la température normale. Quand la jeunesse se refroidit, le reste du monde claque des dents. »

### Notices
- Ressources relatives au spectacle :   - Archives suisses des arts de la scène
  - Les Archives du spectacle
  - Kunstenpunt
- Ressources relatives à la littérature :   - Académie française (lauréats)
  - Internet Speculative Fiction Database
- Ressources relatives à l'audiovisuel :   - American Film Institute
  - IMDb
- Ressources relatives à la musique :   - Discogs
  - MusicBrainz
- Ressource relative à plusieurs domaines :   - Radio France
- Notices dans des dictionnaires ou encyclopédies généralistes :   - Britannica
  - Brockhaus
  - Den Store Danske Encyklopædi
  - Deutsche Biographie
  - Enciclopédia Itaú Cultural
  - Gran Enciclopèdia Catalana
  - Hrvatska Enciklopedija
  - Internetowa encyklopedia PWN
  - Nationalencyklopedin
  - Munzinger
  - Proleksis enciklopedija
  - Store norske leksikon
  - Treccani
  - Universalis
  - Visuotinė lietuvių enciklopedija
- Notices d'autorité :   - VIAF
  - ISNI
  - BnF (données)
  - IdRef
  - LCCN
  - GND
  - Italie
  - Japon
  - CiNii
  - Espagne
  - Belgique
  - Pays-Bas
  - Pologne
  - Israël
  - NUKAT
  - Catalogne
  - Suède
  - Vatican